# Braun
Braun[▶] je tvrtka koja proizvodi male aparate za kućanstvo a u vlasništvu je Procter & Gamble-a. Tvrtka proizvodi električne brijače, aparate za njegu kose i razne male aparate vezane uz njegu. Osnovana je 1921. u Njemačkoj. Od 1984. do 2005., Braun je bio u vlasništvu Gillette Kompanije, koju je 2005. kupio P&G. Braun je danas u stopostotnom vlasništvu P&G-a.

## Povijest tvrtke
Max Braun, inženjer strojarstva, napravio je mali dućan električne opreme u Frankfurtu na Majni 1921. U 1923. je počeo proizvoditi komponente za radio uređaje. Godine 1928 tvrtka je narasla do te mjere, djelomično zbog uporabe određenih plastičnih materijala, da se preselila u nove prostorije na Idsteiner Strasse.
Osam godina nakon što je započeo poslovanje (1929.), Max Braun je počeo proizvoditi cijele radio uređaje. Ubrzo nakon toga, Braun je postao jedan od vodećih njemačkih proizvođača radio. Ovaj razvoj se nastavio 1932. s njegovim predstavljanjem jednog od prvih kombiniranih uređaja, mogao je snimati i reproducirati radio zapis.
U 1935. je uvedena marka Braun, i javnosti je predstavljen logotip s podignutim "A" slovom. Na Svjetskom sajmu u Parizu 1937., Max Braun je dobio nagradu za posebna dostignuća u gramofoniji. Tri godine kasnije, tvrtka je imala više od 1000 zaposlenika.
Braun nastavio proizvoditi radio uređaje i audio opremu, a uskoro je postao poznat po svojim 'high-fid." uređajima koji su snimali i reproducirali radio, uključujući i poznatu SK liniju proizvoda. U 1954., tvrtka je počela proizvodnju prvog projektora koji je automatski mijenjao sličice filma, te im je to bilo glavno uporište poslovanja za narednih četrdeset godina.  U 1956., Braun je predstavio posve automatski projektor, PA 1. Braun AG projektori su koristili linearni ili ravni okretač slika za razliku od kružnog tipa, što je omogućilo da projektor bude mali i kompaktni.
Pedesete godine prošlog stoljeća su označile početak Braun proizvoda koji su najpoznatiji i danas: električni aparati za brijanje. S50 je bio prvi električni aparat iz Brauna. Aparat je dizajniran u 1938., ali zbog svjetskog rata se odgodio sve do njegova uvođenja 1951. Načelo na kojem je tada brijao aparat još i danas se koristi u Braun brijačima.
Braun je postao Braun AG 1962., javno trgovačko poduzeće. U 1963. tvrtka je započela distribuciju američkog mikrofona Shure u Njemačkoj. Također tijekom 1960-ih, stvoren je Braun dizajn za T3 džepni radio. U to vrijeme, Braunovi projektori su imali konkurenciju s Eastman Kodakom i Leitz proizvoda koji su se isto distribuirali na globalno tržište. Godine 1967., većinski udio tvrtke je preuzeo Gillette Grupacija.
Od 1970., Braun se počeo fokusirati na aparate za kućanstvo, uključujući i brijače,aparate za izradu kave, žilete, satove, i radio uređaje. Proizvodnja projektora i hi-fi uređaja je prekinuto. U 1998., Braun AG se pretvorio u tvrtku u privatnom vlasništvu.
U 1981, tvrtka se podijelila i tako proizvodnja audio i hi-fi uređaja je odijeljenau posebnu tvrtku Braun Electronic GmbH, pravno neovisne od Gillette kompanije. Braun Electronic GmbH je proizveo svoj posljednji audio uređaj u 1990. prije nego što je u potpunosti prekinuto poslovanje. Također u ranim 1980., Braun je prodavao svoje fotoaparate i diaprojektore Boschu.
Gillette Grupa je uzela punu kontrolu nad operacijama tvrtke Braun. Godine 1984., Braun je prestao proizvoditi upaljače. Iste godine, Braun je postao podružnica Gillette-a.
Do sredine 1990., Braun je održao vodeće mjesto među svjetskim proizvođačima kućanskih aparata, no profitabilnost je bila problem s kojom se nosila tvrtka. Mnogi od Braun konkurenata oponašaju Braun dizajn te ih proizvode za malo radne snage zemlje uz niže troškove te je tako Braun podnio razne tužbe protiv raznih proizvođača.
U 1998. Gillette je odlučio transformirati Braun AG u privatno poduzeće prije nego što ga je kupio natrag s 19,9 posto udjela u svojoj podružnici Gillette Company Inc, koje je Braun stekao 1988. Na kraju 1990-ih, Braun i Gillette su pretrpjeli gubitke u nekoliko područja. Gillette odlučuje da ukine proizvodnja manje profitabilnih proizvoda ili smanji broj vrsta proizvoda, kao što su električne četkice za zube, kuhinjski aparati i termometri, no i onda nije našao dovoljan broj kupaca. Braun prodaja u tim područjima se oporavila u 2000.
Gillette je preuzeo Procter & Gamble u 2005, i Braun je u stopostotnom vlasništvu P&G-a.

## Proizvodi
Braunovi proizvodi su podijeljeni u sljedeće kategorije:
- Brijanje i dotjerivanje (električni aparati za brijanje, šišanje, podrezivanje brade)
- Briga usana (sada pod nazivom Oral-B)
- Briga za ljepotu (za njegu kose i epilaciju)
- Zdravlje i wellness (termometri, mjerači krvnog tlaka)
- Uređaji vezani uz hranu i piće (aparati za kavu, tosteri, sjeckalice, sokovnici)
- Okovi
- Satovi i kalkulatori

Nekada je Braun bio proizvođač radio uređaja, projektora, super8 kamera i vezanog pribora, te high-def zvučnog sustava.
Braun više ne daje rezervne dijelove za proizvod Multipractic Food, jedan od njihovih najpopularnijih proizvoda. Braunove satove je sve teže pronaći na tržištu.

## Kontroverze
Sušila za kosu Braun Satin Pro i Braun Satin Hair Colour su povučena u svibnju 2010. s hrvatskog tržišta nakon što su se kupci iz različitih država žalili da ako se uređaj ostavi u strujnoj mreži čak kada je i ugašen da može doći do kratkog spoja i da se uređaj može pregrijati i zapaliti. Prema pisanju Državnog inspektorata Republike Hrvatske uređaj je označen kao Opasan proizvod i navedeno ja kako je uređaj potrebno vratiti proizvođaču i zamijeniti ga.

## Vanjske poveznice
braun.com